# Schloss Tapfheim

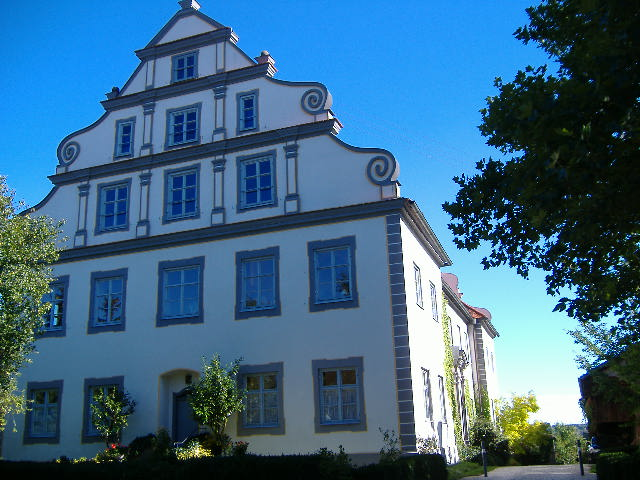
Südgiebel des Schlosses

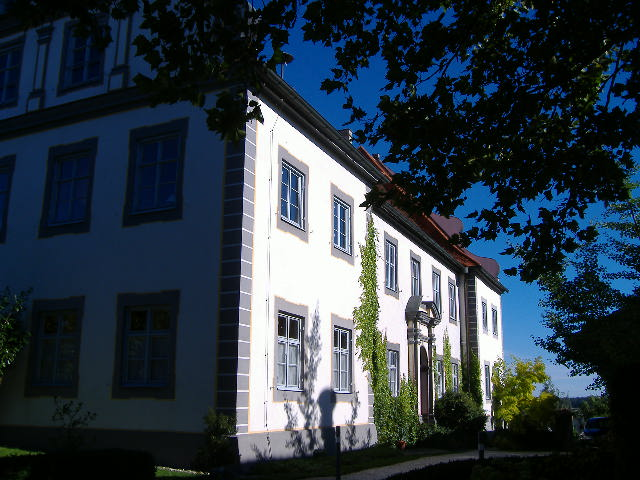
Westfront des Schlosses

Schloss Tapfheim liegt auf einem künstlich angelegten Hügel im Süden der Gemeinde Tapfheim im Landkreis Donau-Ries. Es war ursprünglich von einem Graben umgeben.

## Geschichte
Ab 1515 besaß Hieronimus von Croaria Schloss und Dorf Tapfheim. Es folgten verschiedene Besitzer. Im Jahre 1692 erwarb das Kloster Kaisheim die Hofmark Tapfheim für 80.000 Gulden von Graf Jacob de Hamilton. Abt Roger II. Röls ließ 1730 an Stelle des alten ein neues, das noch heute in seiner alten Pracht bestehende Schloss erbauen. Ulrich von Höchst erwarb im 18. Jahrhundert das Gebäude. Im Zuge der Säkularisation kam Schloss Tapfheim in weltliche Hände. Von 1820 bis 1991 war es im Besitz der Familie Waiß.

## Baubeschreibung
Das zweigeschossige stattliche Gebäude wird im Norden und Süden durch Giebel, mit Schneckenvoluten an zwei Geschossen und Horizontalteilung durch drei schwere, profilierte Gesimse, begrenzt. An der Westfront befindet sich ein rundbogiges Mittelportal, flankiert von Pilastern mit verkröpftem Gesims und Gebälkstücken, darauf Giebelsegmente. Alle Fenster des Gabüses sind rechteckig und ohne Gewände. An der Südwestecke findet sich über dem Sockel ein Inschriftstein mit den Initialen: R.A.Z.K. Diese stehen für Roger Abt zu Kaisheim.